# Демандиці
Демандиці (словац. Demandice) — село, громада округу Левіце, Нітранський край. Кадастрова площа громади — 21.92 км².
Населення 973 особи (станом на 31 грудня 2018 року).

## Історія
Демандиці згадується 1291 року.

## Населення
| Рік:            | 1994. | 2004.   | 2014.   | 2024.  |
| --------------- | ----- | ------- | ------- | ------ |
| Кількість осіб: | 1031  | 1001    | 1000    | 915    |
| Різниця:        |       | -2,90 % | -0,09 % | -8,5 % |

| Рік:            | 2023. | 2024.   |
| --------------- | ----- | ------- |
| Кількість осіб: | 919   | 915     |
| Різниця:        |       | -0,43 % |